# Église Saint-Symphorien de Caumont-sur-Durance
Pour les articles homonymes, voir Église Saint-Symphorien et Saint-Symphorien.
L’église Saint-Symphorien est un bâtiment religieux situé à Caumont-sur-Durance, dans le département français du Vaucluse. 

## Protection
L'église est classée aux monuments historiques depuis un arrêté du 29 mars 1899.

## Histoire
L'église Saint-Symphorien date du XVIIIe siècle : elle a été construite de 1777 à 1788, en remplacement d'une chapelle de pénitents.

## Description
Les plans de l'église sont de l'architecte Jean-Pierre Franque. 
La nef de l'église mesure 41 mètres de long, pour 11 mètres de large, avec une hauteur sous clés de voûte de 19 mètres.

## Grand orgue
En accord entre le curé de la paroisse et la municipalité de Caumont, dans les années 1990, il fut décidé de doter l'église d'un grand orgue. 
La réalisation et l'installation définitive de cet instrument ont été effectuées en 1995. 
Ce grand orgue a pour organiste titulaire Frédéric Bentz.